# Мар'їн гай (Чернігів)
Мар'їн гай — міський лісопарк, розташований на території Деснянського району Чернігова. Площа — 7,8 га , 12,5 га .

## Історія
У 19 столітті на правому березі Стрижня по обидва боки вулиці Богоявленська (нині Шевченка) була земля міської думи, яка здавалася в оренду під городи. У 1891 році дума вирішила засадити цю землю деревами. У 1893 році був засаджений і лівий берег річки. Молодий гай отримав назву Мар'їн, очевидно, наслідуючи приклад Москви, де були гаї з такою назвою. Багато дерев, висаджені в ті роки, збереглися до наших днів.
У 1972 році віковий дуб, розташований в гаю, отримав статус ботанічна пам'ятка природи місцевого значення з площею 0,01 га .
У 2015 році була проведена реконструкція парку (інфраструктура: встановлені лави, урни, створена дитяча площадка, ремонт сходинок) за рахунок партії УКРОП.

## Опис
Розташований на сході історичної частини Чернігова обхідний град південніше Красний міст (Чернігів) на правобережжі заплави річки Стрижень і обмежений вулицями Шевченка і Пушкіна.
У прибережній зоні річки Стрижень діє природоохоронний режим, що обмежує господарську діяльність людини. Місцевість парку розділена каналом для зливових вод (шириною до 2 м), що впадає в річку Стрижень.
Транспорт: тролейбус № 1, 9 та автобус / марш. таксі № 16, 27, 38, 39, 44 — зуп. вулиця Шевченка; тролейбус № 8 і автобус / марш. таксі № 7, 30, 36 — зуп. вулиця Родимцева і Кооперативний технікум.

## Природа
Тут налічується 58 видів рослин, в т.ч. 21 місцевий вид. Природа парку представлена переважно листяними деревами; є дерева виду дуб звичайний віком понад 100 років (наприклад Мар'їнський). Місцевість рівнинна.